# Eberhard II. von Waldburg

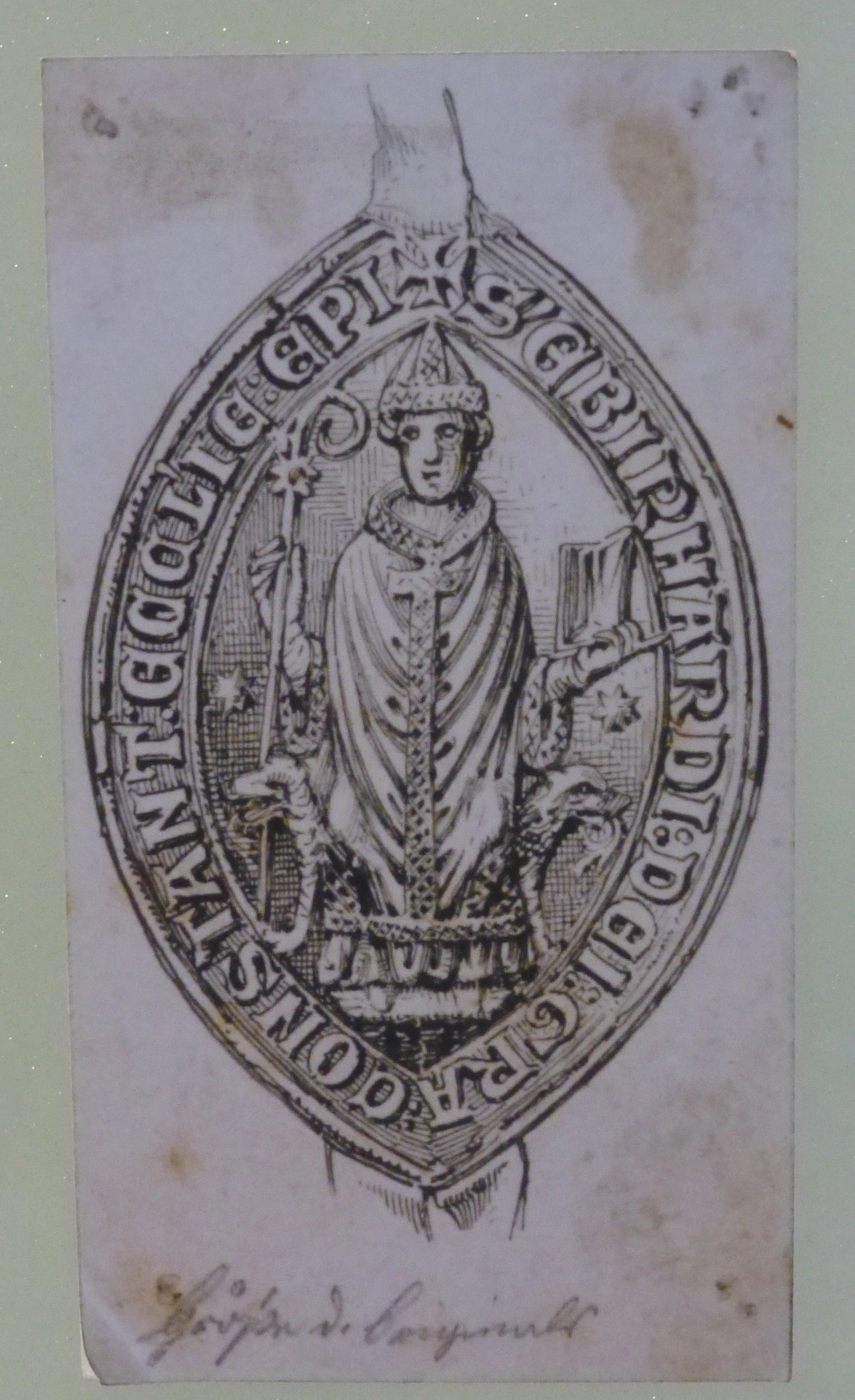
Siegel des Bischofs Eberhard von Konstanz

Eberhard (II.) von Waldburg (* im 13. Jahrhundert; † 19. Februar 1274 oder 20. Februar 1274 in Konstanz oder Gottlieben) war Fürstbischof von Konstanz von 1248 bis 1274.

## Leben
Eberhard von Waldburg entstammte dem welfisch-staufischen Ministerialengeschlecht der Truchsessen von Waldburg. Sitz der Familie war die Waldburg. Er war ein Sohn des Truchsessen Eberhard von Tanne-Waldburg und dessen ersten Gemahlin Adelheid. Der Vater Eberhard war Truchsess von Stauferkaiser Friedrich II. Unter diesem Kaiser waren die Reichskleinodien des Heiligen Römischen Reiches auf der Stammburg der Waldburger in der oberschwäbischen Stadt Waldburg untergebracht. Bis heute sind Repliken des Kronschatzes im Museum auf der Waldburg zu sehen. 
Eberhard II. von Waldburg wurde 1235 Domherr im Konstanzer Münster. Von 1236 bis 1248 war er Propst von St. Stephan zu Konstanz. 1241 war er Priester in Meßkirch.
Er folgte 1248 seinem Onkel Heinrich von Tanne als Bischof von Konstanz. Er wirkte ab 1262 als Vormund und Ratgeber des minderjährigen Staufers Konradin, der am 29. Oktober 1268 in Neapel hingerichtet wurde. 1251 ließ er das Schloss Gottlieben vor den Toren von Konstanz errichten.
Als Bischof hatte er mit zahlreichen Konflikten zu tun, insbesondere mit der Stadt Konstanz und der Fürstabtei St. Gallen. Als Schutzherr des Klosters Obermarchtal zog er gegen seine Verwandten, die Schenken von Winterstetten (Konrad von Winterstetten), zu Felde. Kurz vor seinem Tode schloss er sich dem habsburgischen König Rudolf I. an.
Eberhard von Waldburg wurde im Konstanzer Münster bestattet.